# フェリペ・キタダイ
フェリペ・エイジ・キタダイ（Felipe Eidji Kitadai 1989年7月28日- ）はブラジルのサンパウロ出身の柔道選手。階級は60kg級。身長164cm。初段。

## 人物
柔道は5歳の時に始めた。2010年の世界選手権では3回戦でオーストリアのルートウィヒ・パイシャーに敗れた。2011年の世界選手権では4回戦でウズベキスタンのリショド・ソビロフに敗れた。パンナム選手権では2011年から2連覇を果たした。2012年のロンドンオリンピックでは準々決勝でソビロフに敗れたが、その後敗者復活戦を勝ち上がり、3位決定戦でイタリアのエリオ・ヴェルデをGSの末に背負投の有効で破って銅メダルを獲得した。試合後、シャワー室で銅メダルを落として一部が欠けてしまったため、大会当局に謝罪して新しいメダルに交換してもらったという。
2016年のリオデジャネイロオリンピックでは7位だった。2021年に現役を引退すると、2022年からはオーストリアジュニア代表チームのコーチに就任した。

## 主な戦績
- 2008年 - 世界ジュニア　5位
- 2009年 - グランドスラム・リオデジャネイロ　5位
- 2009年 - ポルトガル語圏競技大会　優勝
- 2009年 - マカビア競技大会　3位
- 2010年 - パンナム選手権　2位
- 2010年 - ワールドカップ・サンパウロ　3位
- 2010年 - ワールドカップ・マドリード　5位
- 2010年 - ワールドカップ・リスボン　5位
- 2010年 - グランドスラム・モスクワ　5位
- 2010年 - ワールドカップ・ローマ　優勝
- 2011年 - ワールドカップ・ブダペスト　3位
- 2011年 - ワールドカップ・ワルシャワ　5位
- 2011年 - パンナム選手権　優勝
- 2011年 - グランドスラム・モスクワ　5位
- 2011年 - ワールドカップ・サンパウロ　5位
- 2011年 - ミリタリーワールドゲームズ　団体戦　優勝
- 2011年 - パンアメリカン競技大会　優勝
- 2012年 - ワールドマスターズ　5位
- 2012年 - パンナム選手権　優勝
- 2012年 -　ロンドンオリンピック　3位
- 2012年 -　グランドスラム・東京 3位
- 2013年 - パンナム選手権　優勝
- 2013年 - ワールドマスターズ　3位
- 2014年 - パンナム選手権　優勝
- 2014年 -　グランドスラム・チュメニ 優勝
- 2015年 - パンアメリカン競技大会　2位
- 2015年 - 世界選手権 5位
- 2015年 -　グランドスラム・東京 5位
- 2016年 - ヨーロッパオープン・オーバーヴァルト　2位
- 2016年 - パンナム選手権　優勝
- 2016年 - リオデジャネイロオリンピック 7位
- 2017年 - グランドスラム・アブダビ　2位
- 2019年 - グランドスラム・バクー　優勝

(出典、JudoInside.com)。